# Informationsarkitektur
Informationsarkitektur er et område, der i høj grad betoner videnskaben om, hvordan data repræsenteres og struktureres ud fra nøgleord som "formalisering" og "logik". Termen er mest knyttet til design af websider, men bruges også i andre kontekster. Inden for de seneste år har termen Enterprise Information Architecture vundet indpas i flere virksomheder, hvor fokus er på tværgående information-frameworks og skabelse af informationsrum som en del af en virksomhedens overordnede it-strategi.
Ifølge nonprofitorganisation Information Architecture Institute (IAI) handler informationsarkitektur primært om, hvordan "dele af noget skal arrangeres, så de er forståelige". Af denne grund er informationsarkitektur blevet en vigtig kundskab for blandt andet UX-designere.
Termen blev skabt af Richard Saul Wurman i 1976 ved en konference for "American Institute of Architects (AIA)". Det blev udbredt via bogen Information Architecture for the World Wide Web af Louis Rosenfeld og Peter Morville fra 1998.

## Debat
Problematikken ved at skabe en fælles definition for “informationsarkitektur” er til dels at termen eksistere i mange forskellige professioner. Indenfor systemdesign beskrives informationsarkitektur som et komponent af enterprise arkitektur der omhandler informationsdelen, når man skal beskrive strukturen ved en virksomhed.

## Definition
Informationsarkitektur kan have forskellige betydninger inden forskellige grene, så som informationssystemer og informationsteknologi:
1. Det strukturelle design af delte informationsmiljøer.[2]
2. Kunsten og videnskaben ved organisering og mærkning af hjemmeside, intranet, online miljøer og software med henblik på at øge findability og usability.[3][4]
3. Et fremvoksende praksisfællesskab, som er fokuseret på at fremme principper bag design og arkitektur i det digitale landskab.[2][5]
4. Kombinationen af organisations-, mærknings-, søgnings- og navigationssystemer på hjemmesider og intranet.[2]
5. Uddrag af krævede parametre / data fra Engineering Designs i processen med at skabe et videnskabeligt fundament, der forbinder forskellige systemer og standarder.[kilde mangler]
6. En grundplan og navigations støtte til informationsrige systemer.[6]
7. En undergruppering af dataarkitektur, hvor brugbare data (informationen) er struktureret og designet eller opstillet på den måde, som er mest nyttig eller giver bedst mening for brugerne.[kilde mangler]
8. Praksissen ved at organisere informationen / indholdet  / funktionaliteten af en hjemmeside således det giver den bedst mulige brugeroplevelse. Informationen og services bør være lette at bruge og finde frem til.[7]
9. De konceptuelle rammer omkring information, som giver kontekst, bevidsthed om placeringer og en bæredygtige struktur.[kilde mangler]

## Vigtige personer inden for informationsarkitektur
- Richard Saul Wurman
- Peter Morville
- Louis Rosenfeld
- Jesse James Garrett
- Adam Greenfield
- Christina Wodtke

## Ekstra læsning
- Sue Batley (January 2007). Information Architecture for Information Professionals. Woodhead Publishing.
- Wei Ding; Xia Lin (15 May 2009). Information Architecture: The Design and Integration of Information Spaces. Morgan & Claypool.
- Earl Morrogh (2003). Information Architecture: An Emerging 21st Century Profession. Prentice Hall.
- Alan Gilchrist; Barry Mahon (2004). Information Architecture: Designing Information Environments for Purpose. Facet.